# Oberer Berg (Naturschutzgebiet)
Der Obere Berg ist ein am 6. August 1981 vom Regierungspräsidium Stuttgart durch Verordnung ausgewiesenes Naturschutzgebiet auf dem Gebiet der Gemeinden Bad Ditzenbach und Deggingen in Baden-Württemberg.

## Lage und Beschreibung
Der Obere Berg liegt östlich von Bad Ditzenbach am rechten Talhang des Filstals. Der Südhang fällt zum Tal des Badwiesenbachs, einem Zufluss der Ditz, hin ab. Das Schutzgebiet umfasst den südexponierten Hang des Oberen Bergs. Es gehört sowohl zum FFH-Gebiet Nr. 7423-342 Filsalb als auch zum Vogelschutzgebiet Nr. 7422-441 Mittlere Schwäbische Alb. Südlich  grenzt das Landschaftsschutzgebiet Bad Ditzenbach an. Naturräumlich gehört es zur Mittleren Kuppenalb innerhalb der naturräumlichen Haupteinheit 09-Schwäbische Alb.
Es umfasst eine Wacholderheide und einen Teil des oberhalb angrenzenden, teilweise als Steppenheidewald ausgebildeten Waldes. Dort befinden sich auch Felsformationen und Blockschutthalden. Im Osten wird das Schutzgebiet durch die Kreisstraße 1436 begrenzt.

## Schutzzweck
Wesentlicher Schutzzweck des Naturschutzgebietes ist laut Schutzgebietsverordnung „die Erhaltung der artenreichen, charakteristischen Flora und Fauna des Steppenheideverbandes im Bereich großflächiger landschaftsbestimmender Felsbildung (mit Hangschutthalden), einer Wacholderheide und des beide verbindenden, nahezu unberührten Steppenheidewaldes.“